# Phaenicophaeus viridirostris
Phướn mặt lam (tên khoa học: Phaenicophaeus viridirostris) là một loài chim trong họ Cuculidae.
Loài này được tìm thấy trong các khu rừng cây bụi và rụng lá ở bán đảo Ấn Độ và Sri Lanka. Phướn mặt lam ăn nhiều loại côn trùng, sâu bướm và động vật có xương sống nhỏ. Chúng bắt mồi dưới lòng đất.